# Дигидроэрготоксин
Дигидроэрготоксин (Dihydroergotoxinum) .
Дигидрированное производное суммы алкалоидов группы эрготоксина (эргокристина, эргокорнина, эргокриптина), близких по структуре и фармакологическим свойствам к дигидроэрготамину.
Выпускается в виде метансульфоната (мезилата).

## Синонимы
Редергин, Секатоксин, Эрготоксин ДГ, Alkergot, Circanol, Clavor, DH-Ergotoxin, Erginemin, Ergocomb, Ergodibat, Ergohydrin, Ergoloid mesylat, Ergomed, Ergoxyl, Hyderan, Hydergin, Optamine, Redergin, Redergot, Secamin, Secatoxin, Trigot, Vasolax и др.
Для медицинского применения выпускается в виде таблеток и растворов.
Таблетки «Редергин» (Tabulettae «Redergini» 0,0015) содержат по 0,0015 г (1,5 мг) дигидроэрготоксина метансульфоната (синоним: Эрголоид мезилат, Ergoloid mesylate).

## Общая информация
Назначают взрослым в качестве сосудорасширяющего средства при нарушениях мозгового кровообращения, при мигрени, при последствиях черепно-мозговой травмы, а также при нарушениях периферического кровообращения: болезни Бюргера, болезни Рейно, при транзиторной артериальной гипертензии, нарушениях кровообращения в сетчатке глаза, при кохлеовестибулярном синдроме и др.
Принимают перед едой по 1 таблетке 3 раза в день. Обычно принимают длительно: от 3-4 нед до нескольких месяцев в зависимости от тяжести заболевания, эффективности, переносимости.
За рубежом дигидроэрготоксина метансульфонат (DH-Ergotoxin)* выпускается также в виде капель для приёма внутрь и растворов для парентерального применения.
При гипертонической болезни и расстройствах периферического кровообращения начинают с назначения 5 капель препарата внутрь 3 раза в день, затем дозу увеличивают ежедневно по 2-3 капли на приём до 20-40 капель 3 раза в день. Курс лечения при гипертонической болезни продолжается 3 — 4 мес; при спазмах периферических сосудов — 15-20 дней. При спастической мигрени назначают по 5 капель 3 раза в день в первые дни, затем дозу увеличивают до 20-25 капель 3 раза в день.
При тяжёлых нарушениях периферического кровообращения вводят внутримышечно, под кожу или внутривенно (капельно) по 1-2 мл инъекционного раствора (1-2 ампулы по 0,3 мг).
При эндартериите иногда вводят внутриартериально по 1-2 ампулы (0,3-0,6 мг) в день. Вводят также методом электрофореза (с положительного полюса) по 1-2 ампулы (0,3-0,6 мг) в день.

## Форма выпуска
- в ампулах по 1 мл (0,3 мг) в упаковке по 50 ампул
- во флаконах по 50 мл (по 1 мг в 1 мл)
- вместе с резерпином и гидрохлоротиазидом входит в состав комбинированного лекарственного средства Синепрес.

## Хранение
Список Б в защищённом от света месте при температуре не выше +25 °C.